# Зехтин
Зехтинът (от араб. през тур. zeytin), също маслиново масло, в по-стари български източници се среща под името дървено масло, е растително масло, извличано от плодовете на маслиновите дървета (Olea europaea). Използва се предимно за храна, но също и в козметиката и производството на сапуни. Доказано полезен е за организма.
Зехтинът е един от националните продукти на Гърция, Турция, Италия и Испания. От антични времена това масло е неотменима част от т. нар. средиземноморска диета. Още през древността е използвано за осветяване (с маслени лампи) на храмове и джамии, а също при извършване на християнски и юдейски обреди. Църковно-славянското название на зехтина е „елей“.
Срокът за съхраняване на зехтина в метални опаковки е 3 – 4 години, а в бутилки – 1 година. Лесно се фалшифицира. Когато истински зехтин се съхранява при ниски температури, той става по-гъст и се получава естествена утайка (която при затопляне изчезва), докато другите мазнини не променят състоянието си. Съхранява се на сухо и тъмно място, при температура около 20 °С.
Видове зехтин:
- Extra virgin olive oil – той се получава от първото студено пресоване. Този вид е най-качествен и най-здравословен, защото в него са съхранени всички полезни свойства и това е първото масло, което се извлича от маслините. Неговата киселинност е ниска между 0,8% и 1%.
- Virgin olive oil се нарича зехтинът, получен при второто студено пресоване. Смята се, че той не е с лошо качество, защото при производството му не се използват никакви химикали. Този вид отстъпва на първия само по вкусови качества и по-висока киселинност (до 2%).
- Т. нар. зехтин „лампанте“ (исп. ез.: lampante – от lámpara (лампа), защото в миналото се е използвал за горенето на лампи). С киселинност над 2%, което го прави негоден за консумация без да премине процес на рафиниране.
- Olive oil е зехтин, получен от субстрата, използван при получаването на първия. В него се съдържат доста по-малко полезни вещества, представлява смесица от рефиниран зехтин със зехтин върджин или екстра върджин зехтин.
- Pure olive oil се получава при второ студено пресоване и при него се използват химикали.
- Рафинираният зехтин представлява т. нар. лампанте, който е преминал през процеса на пречистване чрез дестилация при висока температура и химически продукти, които спомагат за намаляването на киселинността и отнемането на лошата миризма и вкус.

## Качества и приложение на зехтина
Освен вкусовите си качества, зехтинът притежава и много други. Той е изключително здравословен и идеален заместител на всички други видове олио и мазнини. Полезен е както за стомашно-чревния тракт, така и за сърцето и кожата. Съдържа витамин Е, олеинова (маслена) киселина, полифеноли и антиоксиданти, които забавят стареенето на клетките, костите и кожата, допринася за регулирането на холестерола, като предпазва от сърдечен удар, предотвратява появата на стомашна язва, спомага за растежа на децата, и регулира секрецията на жлъчката. Освен това предотвратява рака. Зехтинът е основна съставка на много козметични продукти, поради способността си да хидратира, омекотява и заздравява кожата, без да я дразни и без да са нужни силни химикали, които могат да доведат до множество алергични реакции.

## Статистика на производство и потребление
Статистика на производство и потребление на зехтин в света:
| Страна     | Производство (2010) | Потребление (2005) | Средно годишно потребление на глава от населението (kg) |
| ---------- | ------------------- | ------------------ | ------------------------------------------------------- |
| Испания    | 45,5%               | 20%                | 13,62                                                   |
| Италия     | 16,8%               | 30%                | 12,35                                                   |
| Гърция     | 10,8%               | 9%                 | 23,7                                                    |
| Сирия      | 5,4%                | 3%                 | 7                                                       |
| Мароко     | 5,2%                | 2%                 | 11,1                                                    |
| Турция     | 4,9%                | 2%                 | 1,2                                                     |
| Тунис      | 4,9%                | 2%                 | 5                                                       |
| Португалия | 2%                  | 2%                 | 1,8                                                     |
| Алжир      | 1%                  | 2%                 | 7,1                                                     |
| Други      | 3,3%                | 18%                | 1,34                                                    |

|                                              | Общо мазнини | Наситени мазнини | Мононенаситени мазнини | Полинаситени мазнини | Точка на задимяване |
| Втвърдена растителна мазнина (хидрогенирана) | 71 g         | 23 g             | 8 g                    | 37 g                 | 182 °C              |
| Слънчогледово олио                           | 100 g        | 10 g             | 20 g                   | 66 g                 | 232 °C              |
| Соево олио                                   | 100 g        | 16 g             | 23 g                   | 58 g                 | 232 °C              |
| Фъстъчено олио                               | 100 g        | 17 g             | 46 g                   | 32 g                 | 232 °C              |
| Зехтин                                       | 100 g        | 14 g             | 73 g                   | 11 g                 | 216 °C              |
| Свинска мас                                  | 100 g        | 39 g             | 45 g                   | 11 g                 | 188 °C              |
| Околобъбречна лой                            | 94 g         | 52 g             | 32 g                   | 3 g                  | 200 °C              |
| Краве масло                                  | 81 g         | 51 g             | 21 g                   | 3 g                  | 177 °C              |